# Мейпл-Крік (Вісконсин)
Мейпл-Крік (англ. Maple Creek) — місто (англ. town) в США, в окрузі Автаґемі штату Вісконсин. Населення — 591 особа (2020).

## Демографія
Згідно з переписом 2010 року, у місті мешкало 619 осіб у 238 домогосподарствах у складі 181 родини. Було 258 помешкань
Расовий склад населення:
| - 99,2 % — білих - 0,8 % — азіатів |

До двох чи більше рас належало 0,0 %. Частка іспаномовних становила 1,9 % від усіх жителів.
За віковим діапазоном населення розподілялося таким чином: 22,1 % — особи молодші 18 років, 64,0 % — особи у віці 18—64 років, 13,9 % — особи у віці 65 років та старші. Медіана віку мешканця становила 44,1 року. На 100 осіб жіночої статі у місті припадало 119,5 чоловіків;  на 100 жінок у віці від 18 років та старших — 115,2 чоловіків також старших 18 років.
Середній дохід на одне домашнє господарство  становив 59 233 долари США (медіана — 55 938), а середній дохід на одну сім'ю — 62 726 доларів (медіана — 58 333). Медіана доходів становила 46 563 долари для чоловіків та 32 500 доларів для жінок. За межею бідності перебувало 16,7 % осіб, у тому числі 25,3 % дітей у віці до 18 років та 4,4 % осіб у віці 65 років та старших.
Цивільне працевлаштоване населення становило 313 осіб. Основні галузі зайнятості: виробництво — 25,6 %, освіта, охорона здоров'я та соціальна допомога — 14,4 %, будівництво — 11,2 %, роздрібна торгівля — 10,2 %.